# Lochmaeocles marmoratus
Lochmaeocles marmoratus là một loài bọ cánh cứng trong họ Cerambycidae.